# 평화의 시대
《평화의 시대》(Age Of Peace)는 한국, 일본에서 제작된 로렌스 리 감독의 2000년 판타지, SF, 가족 영화이다. H.O.T. 등이 주연으로 출연하였다.

## 출연

### 주연
- H.O.T.
- 강타
- 문희준
- 장우혁
- 토니안
- 이재원
- 다나